# Johan III van Saksen-Weimar
Johan III van Saksen-Weimar (Weimar, 22 mei 1570 – aldaar, 31 oktober 1605) was van 1602 tot aan zijn dood hertog van Saksen-Weimar. Hij behoorde tot de Ernestijnse linie van het huis Wettin.

## Levensloop
Johan was de tweede zoon van hertog Johan Willem I van Saksen-Weimar en diens tweede echtgenote Dorothea Susanna, dochter van keurvorst Frederik III van de Palts. Hij was sterk geïnteresseerd in kunsten en natuurwetenschappen.
Na de dood van zijn vader in 1573 werd zijn oudere broer Frederik Willem I hertog van Saksen-Weimar. Wegens zijn minderjarigheid werd die onder het regentschap geplaatst van keurvorst August van Saksen. Nadat Frederik Willem in 1586 volwassen verklaard werd, kreeg Johan III de ambten Altenburg, Eisenberg en Ronneburg toegewezen. 
In 1602 volgde hij zijn broer op als hertog van Saksen-Weimar. In 1603 gaf hij de zonen van Frederik Willem, Johan Filips, Frederik, Johan Willem en Frederik Willem II, het hertogdom Saksen-Altenburg als eigen erfdeel.  
In oktober 1605 stierf hij op 35-jarige leeftijd, na een regeerperiode van drie jaar. Hij werd bijgezet in de Petrus en Pauluskerk in Weimar. Zijn minderjarige zoon Johan Ernst I erfde het hertogdom Saksen-Weimar en werd onder het regentschap van keurvorst Christiaan II van Saksen geplaatst.

## Huwelijk en nakomelingen
Op 7 januari 1593 huwde Johan III met Dorothea Maria (1574-1617), dochter van vorst Joachim Ernst van Anhalt. Ze kregen twaalf kinderen, waarvan elf zonen:
- Johan Ernst I (1594-1626), hertog van Saksen-Weimar
- Christiaan Willem (1595-1595)
- Frederik (1596-1622), titulair hertog van Saksen-Weimar
- Johan (1597-1604)
- Willem (1598-1662), hertog van Saksen-Weimar
- een doodgeboren zoon (1598)
- Albrecht (1599-1644), hertog van Saksen-Eisenach
- Johan Frederik (1600-1628), titulair hertog van Saksen-Weimar
- Ernst I (1601-1675), hertog van Saksen-Gotha
- Frederik Willem (1603-1619), titulair hertog van Saksen-Weimar
- Bernhard (1604-1639), hertog van Franken
- Johanna (1606-1609)

## Voorouders
| Voorouders van Johan III van Saksen-Weimar | Voorouders van Johan III van Saksen-Weimar                                             | Voorouders van Johan III van Saksen-Weimar                                             | Voorouders van Johan III van Saksen-Weimar                                             | Voorouders van Johan III van Saksen-Weimar                                             | Voorouders van Johan III van Saksen-Weimar                                             | Voorouders van Johan III van Saksen-Weimar                                             | Voorouders van Johan III van Saksen-Weimar                                             | Voorouders van Johan III van Saksen-Weimar                                             |
| ------------------------------------------ | -------------------------------------------------------------------------------------- | -------------------------------------------------------------------------------------- | -------------------------------------------------------------------------------------- | -------------------------------------------------------------------------------------- | -------------------------------------------------------------------------------------- | -------------------------------------------------------------------------------------- | -------------------------------------------------------------------------------------- | -------------------------------------------------------------------------------------- |
| Overgrootouders                            | Johan de Standvastige (1468–1532) ∞ Sophia van Mecklenburg (1481-1503)                 | Johan de Standvastige (1468–1532) ∞ Sophia van Mecklenburg (1481-1503)                 | Johan III van Kleef (1490-1539) ∞ Maria van Jülich-Berg (1391-1543)                    | Johan III van Kleef (1490-1539) ∞ Maria van Jülich-Berg (1391-1543)                    | Johan II van Palts-Simmern (1392-1557) ∞ Beatrix van Baden (1492-1535)                 | Johan II van Palts-Simmern (1392-1557) ∞ Beatrix van Baden (1492-1535)                 | Casimir van Brandenburg-Kulmbach (1481–1527) ∞ Susanna van Beieren (1502-1543)         | Casimir van Brandenburg-Kulmbach (1481–1527) ∞ Susanna van Beieren (1502-1543)         |
| Grootouders                                | Johan Frederik I van Saksen (1503–1554) ∞ Sibylla van Kleef (1512-1554)                | Johan Frederik I van Saksen (1503–1554) ∞ Sibylla van Kleef (1512-1554)                | Johan Frederik I van Saksen (1503–1554) ∞ Sibylla van Kleef (1512-1554)                | Johan Frederik I van Saksen (1503–1554) ∞ Sibylla van Kleef (1512-1554)                | Frederik III van de Palts (1515-1576) ∞ Maria van Brandenburg-Kulmbach (1519-1567)     | Frederik III van de Palts (1515-1576) ∞ Maria van Brandenburg-Kulmbach (1519-1567)     | Frederik III van de Palts (1515-1576) ∞ Maria van Brandenburg-Kulmbach (1519-1567)     | Frederik III van de Palts (1515-1576) ∞ Maria van Brandenburg-Kulmbach (1519-1567)     |
| Ouders                                     | Johan Willem van Saksen-Weimar (1530–1537) ∞ Dorothea Susanna van de Palts (1544-1592) | Johan Willem van Saksen-Weimar (1530–1537) ∞ Dorothea Susanna van de Palts (1544-1592) | Johan Willem van Saksen-Weimar (1530–1537) ∞ Dorothea Susanna van de Palts (1544-1592) | Johan Willem van Saksen-Weimar (1530–1537) ∞ Dorothea Susanna van de Palts (1544-1592) | Johan Willem van Saksen-Weimar (1530–1537) ∞ Dorothea Susanna van de Palts (1544-1592) | Johan Willem van Saksen-Weimar (1530–1537) ∞ Dorothea Susanna van de Palts (1544-1592) | Johan Willem van Saksen-Weimar (1530–1537) ∞ Dorothea Susanna van de Palts (1544-1592) | Johan Willem van Saksen-Weimar (1530–1537) ∞ Dorothea Susanna van de Palts (1544-1592) |
| Johan III van Saksen-Weimar (1570–1605)    |                                                                                        |                                                                                        |                                                                                        |                                                                                        |                                                                                        |                                                                                        |                                                                                        |                                                                                        |